# Хаджибейский лиман
Хаджибе́йский лима́н (укр. Хаджибейський лиман) — лиман на побережье Чёрного моря расположенный в 7 километрах к северо-западу от Одессы. Длина лимана около 31 км, ширина 0,5-3,5 км (средняя — 2,5 км), площадь около 70 км², глубина до 15 м (средняя — до 2,5 м). Соленость лимана составляет 5-6 ‰. Лиман отделён от моря песчано-ракушечной пересыпью длиной 5 км и шириной 4,5 км, через который протекает река. В верховье Хаджибейского лимана впадает река Малый Куяльник. Через лиман переброшен автомобильный мост автотрассы Киев — Одесса.
Хаджибе́йский куро́рт (Хаджибей) — бальнеогрязевой курорт рядом с Одессой (с городом связан трамвайным маршрутом). Входит в Одесскую группу курортов; расположен на юго-западном берегу Хаджибейского лимана (о климате см. в ст. Одесская группа курортов и Одесская область).
Лиман представляет собой бывший залив в северо-западной части Чёрного моря; образовался путём отделения от моря устья реки Малый Куяльник. Дно Хаджибейского лимана покрыто слоем чёрной грязи, которая имеет лечебные качества. На берегу лимана расположен ряд поселений — Усатово, Великая Балка, Холодная Балка и др., дачные массивы, в верховье — животноводческие фермерские хозяйства, которые вносят вклад в загрязнение лимана, хотя основное загрязнение лимана от канализационных сбросов Одессы.
С 1930-х годов во время курортного сезона в низовье лимана сбрасывают сточные воды со станции биологической очистки воды «Северная», что обусловило понижение солёности лимана с 20-25 до 5-6 ‰. Зимой избыток воды из лимана перекачивают в море.

## Природа
В Хаджибейском лимане распространены крабы, креветки (рачки), из рыбы встречается бычок, пеленгас, карась, карп, судак, окунь, толстолобик, а также амур — встречаются довольно крупные особи. Из-за сброса в лиман очищенных вод одесской канализации, в летние месяцы лиман «цветёт» и рыба поражается гельминтами.

## История
Хаджибейский лиман начиная с средних веков служил местом добычи соли и часто посещался чумаками и запорожскими казаками.

Историк А. А. Скальковский в одном из своих сочинений пишет: 
«В 1827 году, когда была писана статья, после летних жаров, в августе месяце, он [лиман] покрылся таким слоем соли, что пространство в 6000 кубических саженей и в 2 вершка толщины могло дать до 4000000 пудов ея, и повозки могли итти далеко в воду, по причине мелкости озера; автор полагал, что можно было собрать все это количество соли, но по разным причинам собрано было гораздо меньше; хотя расчет этот мы считаем совершенно преувеличенным, но при устройстве плотин возможным»
.

## В наши дни
На восточном берегу лимана с 2004 года проводятся соревнования по авторалли «Кубок лиманов».

## Курорты
Хаджибей — один из старейших грязевых курортов в Российской империи и СССР; наряду с Куяльницким курортом, он пользовался широкой известностью ещё в 1-й трети XIX века. Основные природные лечебные факторы — грязь и рапа Хаджибейского лимана. По сравнению с Куяльницким Хаджибейский лиман значительно многоводнее, а концентрация солей его рапы ниже. По химическому составу рапа Хаджибейского лимана хлоридная натриево-магниевая. Грязь лимана, запасы которой оцениваются в 13 млн м³, относится к сульфидным иловым и широко применяется для грязелечения. Большой песчаный пляж, расположенный на берегу лимана, используется для климатотерапии. На курорте организовано также лечение йодо-бромными и др. ваннами, искусственно приготовляемые на рапе лимана; проводят физиотерапевтические процедуры, лечебную физкультуру.
Функционируют санаторий в с. Усатово (200 мест) для детей с заболеваниями органов движения и опоры, а также с последствиями некоторых заболеваний нервной системы; водогрязелечебница. На базе санатория — детская неврологическая клиника Одесского НИИ курортологии.
На грязях лимана также базируется курорт Холодная Балка. Ныне он как корпус (комплекс) № 2 входит в структуру курорта «Хаджибей». Комплекс № 3 курорта «Хаджибей» расположен в Одессе по адресу переулок Каркашадзе (Кирпичный), 2 (район Французского бульв., 2-я ст. Большого Фонтана).